# IC 512
IC 512 ist eine Spiralgalaxie vom Hubble-Typ Sc im Sternbild Kepheus am Nordsternhimmel. Sie ist schätzungsweise 79 Millionen Lichtjahre von der Milchstraße entfernt und hat einen Durchmesser von etwa 40.000 Lj. Gemeinsam mit u. a. NGC 2268, NGC 2276, NGC 2300, IC 455, IC 469 und IC 499  bildet sie die NGC 2276-Gruppe.
Das Objekt wurde am 23. August 1890 vom britischen Astronomen William Frederick Denning entdeckt.